# Miami-Dade County
Miami-Dade County är ett administrativt område i delstaten Florida, USA, med 2 496 435 invånare. Den administrativa huvudorten (county seat) är Miami.
Biscayne nationalpark och del av Everglades nationalpark ligger i countyt.

## Geografi
Enligt United States Census Bureau har countyt en total area på 6 297 km². 5 040 km² av den arean är land och 1 257 km² är vatten.

### Angränsande countyn
- Broward County, Florida - nord
- Monroe County, Florida - syd, väst
- Collier County, Florida - nordväst

### Orter
- Aventura
- Coral Gables
- Doral
- Florida City
- Hialeah
- Hialeah Gardens
- Homestead
- Miami (huvudort)
- Miami Beach
- Miami Gardens
- Miami Springs
- North Bay Village
- North Miami
- North Miami Beach
- Opa-locka
- South Miami
- Sunny Isles Beach
- Sweetwater
- West Miami